# Proteo (A 5310)
Il Proteo, ex Perseo, ha svolto il ruolo di nave salvataggio nella Marina Militare Italiana dal 1951. In servizio al COMSUBIN .

## Caratteristiche
La sua struttura era costituita da una chiglia di tipo massiccio con fasciame interamente chiodato. L'apparato di propulsione era costituito da due motori diesel, collegati tramite giunto Vulcan-Tosi K240 e riduttore, ad un unico asse con un'elica destrosa con un diametro di 4.40 m a cinque pale. Il timone di tipo comune con comando elettro-idraulico. La nave disponeva di un impianto per immersioni profonde dotato di campana subacquea in grado di operare sino a 150 metri di profondità e a bordo una camera di decompressione per il trattamento di operatori subacquei colti da embolia. .

## Storia
La nave ha una storia particolare. La sua costruzione avvenne, infatti, durante l'occupazione tedesca dell'Italia. Le truppe naziste avevano più volte distrutto gli scafi ancora in costruzione. Per evitare questo, il Perseo fu varato ancora incompleto, nel 1943. La nave fu comunque catturata dai nazisti, che la trasportarono a Trieste per completarla. Nel settembre 1944, tuttavia, essi furono costretti alla fuga e decisero di affondarla. Lo scafo violato del Perseo fu recuperato dalla Royal Navy inglese, che lo consegnò al governo jugoslavo. Da questo, tornò nuovamente all'Italia, che decise di riallestirla. Il varo (finalmente con il nome Proteo) avvenne ad Ancona il 2 giugno 1951 e l'unità fu consegnata alla Marina Militare il 24 agosto dello stesso anno, svolgendo da quel momento un servizio prestigioso quanto utilissimo, soprattutto nel ruolo delle sue specifiche mansioni.
A partire dal novembre del 1982 il Proteo ha subito alcuni lavori di riammodernamento e rimotorizzazione a La Spezia.
La nave ha svolto il suo servizio regolarmente fino al 1º ottobre 2001, data in cui è stata posta in Ridotta Tabella di Disponibilità. La nave è stata definitivamente radiata dal quadro del naviglio militare italiano il 31 maggio del 2004 e ceduta alla Marina Militare bulgara. La nave è ancora attiva con il nuovo distintivo ottico 224 presso la base di Varna, dove continua egregiamente a svolgere il compito di ausilio ai palombari per il salvataggio dei sommergibili.

## IlProteonei media
L'11 novembre 1962 salpò da Napoli con a bordo Luciana Civico (moglie di Raimondo Bucher), prima donna a salire su una nave militare in navigazione. La nave fornì nell'occasione l'appoggio per il tentativo riuscito di battere il record di immersione con autorespiratore, portato quel giorno dalla Civico a -80 m.
Nel 2000 svolse ancora il ruolo di nave appoggio ai tentativi di record subacquei in apnea di Gabriele Del Bene e con ARA di Claudia Serpieri della DDR Org., poi annullati per le condizioni proibitive del mare, al largo dell'Isola di Ustica, in Sicilia.
Il Proteo ha preso parte, debitamente adattato e camuffato, alle riprese del film U-571, nel ruolo del cacciatorpediniere tedesco Z49.